# Hubert de Brienne, Comte de Conflans
Hubert de Brienne, Comte de Conflans (* 1690 in Paris; † 27. Januar 1777 ebenda) war ein französischer Vizeadmiral und Marschall von Frankreich. Er verlor die entscheidende Seeschlacht in der Bucht von Quiberon während des Siebenjährigen Krieges.

## Leben
Hubert de Brienne war Sohn von Henri Jacob marquis de Conflans und der Marie du Bouchet. Er trat 1706 in die französische Marine ein und nahm am Spanischen Erbfolgekrieg teil. Er diente auf Schiffen vor Spanien, in Westindien (1714), danach bei einer Kampagne gegen die Piraten der Barbareskenstaaten (1716), beim Kampf gegen Piraten in Westindien (1718), im östlichen Mittelmeer (1721) und erneut in Westindien (1723). Im Jahr 1727 wurde er zum Leutnant ernannt. Er diente zeitweise bei den Marinetruppen in Rochefort. 
Sein erstes Kommando war das über die Charente in Westindien. Im Jahr 1734 wurde er zum Kapitän ernannt. Während des Österreichischen Erbfolgekrieges gelang es ihm 1744 mit zwei anderen Schiffen, die britische Northumberland zu erobern. Im Jahr 1746 gelang es ihm, ein weiteres britisches Kriegsschiff zu erobern. Während des Krieges bewährte er sich dadurch, dass er mit wenigen Kriegsschiffen größere Konvois von Transport- oder Handelsschiffen erfolgreich nach Westindien eskortierte. Im Jahr 1747 wurde er zum Gouverneur von Saint-Domingue ernannt. Er konnte das Amt allerdings zunächst nicht antreten, da er auf dem Weg in britische Kriegsgefangenschaft geriet. Nach dem Frieden von Aachen kam er frei und übernahm zeitweise den Gouverneursposten. Er wurde zum Chef d’escadre und 1752 zum Lieutenant-général ernannt. 
In den ersten Jahren des Siebenjährigen Krieges kommandierte er die französische Flotte in den Häfen am Atlantik. Am 14. November 1756 wurde er zum Kommandeur (Vice-amiral du Ponant) der Atlantikflotte (Flotte du Ponant) und 1758 zum Marschall von Frankreich ernannt. Er konnte zunächst kaum aktiv werden, weil die wenigen einsatzbereiten Schiffe für Fahrten in die Kolonien benötigt wurden. Dies änderte sich 1759, als eine Landung der französischen Armee in Schottland geplant war. Brienne erhielt den Befehl, in der Bucht von Quiberon die Transportschiffe zu sammeln und zu schützen. Nachdem die Flotte von Admiral Edward Hawke, die den französischen Haupthafen Brest blockierte, wegen eines Sturms diese Position verlassen musste, nutzte Brienne die Gelegenheit, um mit der französischen Kriegsflotte auszulaufen. Vor der Bucht von Quiberon stieß er am 20. November auf einige britische Kriegsschiffe und verfolgte sie. Dabei stieß er auf die Hauptflotte von Hawke, die inzwischen die französische Flotte verfolgt hatte. In der Hoffnung, dass die Briten bei dem zu dieser Zeit herrschenden Sturm es nicht wagen würden, zu folgen, befahl Brienne der französischen Flotte in die Bucht einzulaufen. Die Briten folgten jedoch und bereiteten den Franzosen eine vernichtende Niederlage. Durch diese Niederlage und die in der Schlacht bei Lagos war die französische Marine weitgehend ausgeschaltet.